# Susan Hemingway
Susan Hemingway (Alemanha, 1960), nascida Ana Vieira, é uma ex-atriz de cinema portuguesa, reconhecida pelas suas participações em "Cartas de Amor de uma Freira Portuguesa" e outros filmes de teor erótico.

## Biografia
Nascida na Alemanha, Ana Vieira adoptou o nome artístico Susan Hemingway ao participar no seu primeiro filme em 1976, com apenas 16 anos de idade, estreando-se então no cinema com o polémico drama de nunsploitation suíço-alemão "Cartas de Amor de uma Freira Portuguesa" (título original:"Die Liebesbriefe einer Portugesischen Nonne"), realizado por Jesús Franco e com Ana Zanatti, William Berger, Herbert Fux, Vítor Mendes, José Viana, Aida Vargas, Victor de Sousa, Aida Gouveia, Herman José e Nicolau Breyner no elenco. Confundindo-se o seu verdadeiro nome com o nome da sua personagem, durante décadas foi relatado que a sua verdadeira identidade era Maria Rosalia Coutinho, sendo na realidade Ana Vieira.
Acompanhando a carreira cinematográfica de Jesús Franco e sem medo de interpretar cenas de nudez, nos anos que se seguiram Susan Hemingway, ou ainda sob o nome Elisabeth Hemingway, integrou o elenco principal de mais seis filmes, todos dirigidos pelo realizador espanhol e classificados como produções eróticas ou até mesmo de softcore pornográfico, como "Je Brûle de Partout" (1979), que foi filmado em Portugal, ou ainda "Frauen für Zellenblock 9" (1978), que, por ainda ser menor quando filmou uma das cenas eróticas, a longa-metragem foi banida no Reino Unido.
Em 1983, com 23 anos, Susan Hemingway retirou-se do meio cinematográfico, terminando a sua carreira como atriz.

## Filmografia
- 1976: Die Liebesbriefe einer Portugesischen Nonne (título em Portugal: Cartas de Amor de uma Freira Portuguesa)
- 1978: Frauen für Zellenblock 9 (título alternativo: Tropical Inferno)
- 1979: Elles font tout (título alternativo: Mach's nochmal, Baby)
- 1979: Je brûle de partout
- 1980: Ópalo de fuego: Mercaderes del sexo
- 1980: Sinfonía erótica
- 1983: Voces de muerte